# Pentafluorphenylmagnesiumbromid
Pentafluorphenylmagnesiumbromid ist eine organische Verbindung aus der Gruppe der Grignard-Verbindungen.

## Herstellung
Pentafluorphenylmagnesiumbromid kann durch direkte Reaktion von Brompentafluorbenzol mit elementarem Magnesium in Tetrahydrofuran (THF) hergestellt werden. Alternativ ist auch die Umsetzung von Pentafluorbenzol oder Brompentafluorbenzol mit Ethylmagnesiumbromid möglich.

## Eigenschaften
Bei Raumtemperatur ist die Verbindung als Lösung in THF über mehrere Tage stabil. In siedendem THF wird es schon innerhalb eines Tages weitgehend zersetzt.

## Reaktionen
Pentafluorphenylmagnesiumbromid kann zur Herstellung von Tris(pentafluorphenyl)boran und Bis(pentafluorphenyl)boran verwendet werden. Ersteres ist durch einfach Reaktion mit Bortrichlorid zugänglich. Letzteres wird durch Reaktion von Bortrichlorid mit Dimethylbis(pentafluorphenyl)zinn hergestellt, welches wiederum aus Dimethylzinndibromid und Pentafluorphenylmagnesiumbromid hergestellt werden kann.